# Université catholique Jean-Paul II de Lublin
L'université catholique Jean-Paul II de Lublin (en polonais : Katolicki Uniwersytet Lubelski Jana Pawła II, parfois abrégé en KUL) est une université catholique polonaise sise dans la ville de Lublin. 

## Historique
L'université catholique de Lublin a été fondée en 1918 à l'initiative du père Idzi Radziszewski (pl) qui est devenu le premier recteur de l'université, après la fermeture de l'académie impériale de théologie de Saint-Pétersbourg après la révolution d'Octobre.
Durant la seconde Guerre mondiale, les bâtiments de l'université ont été convertis en hôpital militaire.
À la suite du décès de Jean-Paul II en 2005, et pour rendre hommage à son ancien professeur, l'université a adopté une résolution visant à modifier son nom en Katolicki Uniwersytet Lubelski Jana Pawła II (université catholique Jean-Paul II de Lublin).

## Composition
L'université catholique Jean-Paul II de Lublin est composée des institutions suivantes :
- Faculté de théologie
- Faculté de droit, de droit canonique et d'administration
- Faculté de philosophie
- Faculté des sciences humaines
- Faculté des sciences sociales
- Faculté de biotechnologie et des sciences de l'environnement (Wydział Biotechnologii i Nauk o Środowisku)
- Faculté de mathématiques, d'informatique et d'architecture du paysage
- Faculté des sciences juridiques et économiques (campus de Tomaszów Lubelski), (WZNPiE)
- Faculté des sciences sociales (campus de Stalowa Wola)
- Faculté de droit et sciences économiques (campus de Stalowa Wola), (WZPiNoG)
- Collège des études interfacultaires dans les sciences humaines
- Institut de lexicographie

## Personnalités liées

### Enseignants
- Jean-Paul II, ancien professeur d'éthique

### Docteurshonoris causa[7]
- Stefan Wyszyński, cardinal (1953-1981) et primat de Pologne (1952-1981)
- Toomas Hendrik Ilves, président de la république d'Estonie (2006-2016)
- Angelo Scola, cardinal italien, patriarche de Venise (2002-2011), archevêque de Milan (2011-2017)